# Chuck Prophet
Pour les articles homonymes, voir Prophet.
 (avril 2024).
Si vous disposez d'ouvrages ou d'articles de référence ou si vous connaissez des sites web de qualité traitant du thème abordé ici, merci de compléter l'article en donnant les références utiles à sa vérifiabilité et en les liant à la section « Notes et références ».
Charles William « Chuck » Prophet (né le 28 juin 1963 à Whittier (Californie)) est un auteur-compositeur-interprète et producteur américain.

## Biographie
Chuck Prophet s'installe à San Francisco. Il s'intègre au groupe de rock alternatif Green on Red pour l'album Gas Food Lodging (Enigma) en 1985. Avec le groupe, il enregistre huit albums et un EP jusqu'à sa dissolution en 1992. Il sort son premier disque solo Brother Aldo chez le label anglais Fire Records en 1990 ; il ne sort aux États-Unis qu'en 1997. Il enregistre et tourne avec sa femme Stephanie Finch, chanteuse, claviériste et guitariste.
Prophet signe chez New West Records, label de Peter Jesperson, en 2002. Il réalise deux disques pour New West : No Other Love et Age of Miracles. Après des années de succès principalement européens et britanniques, No Other Love est l'album qui se vend le mieux aux États-Unis en raison du succès du single d'été Summertime Thing et du soutien de Lucinda Williams, qui lui donne la première partie de sa tournée estivale.
Prophet signe chez Yep Roc Records en 2007. L'album Soap and Water est enregistré à San Francisco et Nashville. Pour mieux motiver les différents musiciens et ingénieurs impliqués dans la production de cet album, Prophet leur confie une participation dans les enregistrements principaux. Il fait une tournée en Europe et en Amérique du Nord pour soutenir l'album et apparaît avec son groupe au Late Show with David Letterman et Last Call with Carson Daly.
Prophet contribue à plusieurs disques de Kelly Willis et produit Translated From Love pour Rykodisc en 2007. Willis et Prophet co-écrivent six des morceaux de l'album et Prophet joue de la guitare tout au long.
Evangeline Recording Co. sort une œuvre en édition limitée Dreaming Waylon's Dreams, qu'il enregistre à San Francisco. Le disque recrée l'album country de Waylon Jennings de 1975, Dreaming My Dreams, dans son intégralité et présente, entre autres, des membres d'American Music Club et de Meat Beat Manifesto. La pochette et le livret sont imprimés par Bruce Licher (Savage Republic, Independent Music Project, REM fan club, etc.) en utilisant un motif typographique personnalisé sur le papier original. L'emballage contient un récit des événements entourant l'enregistrement du disque par un ami proche John Murry (qui joue sur le disque). Chaque pièce est imprimée et numérotée à la main sur une presse à imprimer des années 1930. Il s'agit d'une édition limitée à seulement 1 000 exemplaires. Sorti par Rounder Records, en 2001, Raisins in the Sun est une collaboration unique avec Jules Shear, Harvey Brooks, Paul Q. Kolderie, Jim Dickinson, Sean Slade et Winston Watson, enregistrée en mai 1999.
En 2008, Prophet co-écrit toutes les chansons de Real Animal d'Alejandro Escovedo, auxquelles il contribue à la guitare et au chant. Le LP est enregistré à Lexington, Kentucky et produit par Tony Visconti.
En mai 2009, Prophet et un groupe de musiciens, dont Ernest Carter, vont à Mexico pour enregistrer une collection de « chansons politiques pour les personnes non politiques ». ¡Let Freedom Ring! sort le 27 octobre 2009 chez Yep Roc.
En janvier 2011, il forme les Spanish Bombs avec Chris Von Sneidern et la section rythmique de San Francisco The Park. Les Spanish Bombs interprètent l'intégralité du LP London Calling de The Clash au Actual Music Festival en Espagne. Ce projet spécial est né à l'invitation des conservateurs du Houston Party. Ce festival est suivi d'une tournée de 12 dates en Espagne.
Le 7 février 2012 sort le CD Temple Beautiful chez Yep Roc Records. La chanson titre (avec Roy Loney de The Flamin' Groovies) est proclamée "Chanson la plus cool du monde" par la radio Underground Garage.
Le 3 mars 2013, Prophet donne un concert-bénéfice au Great American Music Hall pour Tom Mallon, un producteur qui documenta une grande partie de la scène punk de San Francisco et continue à produire les premiers disques d'American Music Club ; Mallon souffre à l'époque d'une tumeur au cerveau, dont il décède en 2014. Des membres de nombreux groupes phares de San Francisco jouent, notamment des membres d'American Music Club, Frightwig, Ugly Stick, Flying Color.
Le 23 septembre 2014, Prophet sort Night Surfer chez Yep Roc Records. Le 10 février 2017, Prophet publie Bobby Fuller Died for Your Sins. Le 19 février 2017, il apparaît dans l'émission du dimanche matin de la BBC, The Andrew Marr Show, en chantant Bad Year For Rock and Roll.
En 2018, Prophet est sollicité pour co-écrire et produire un nouvel album pour The Rubinoos. L'album From Home, sorti en 2019, est enregistré aux Hyde Street Studios à San Francisco, anciennement Wally Heider Studios, où le groupe avait réalisé certains de ses premiers enregistrements.

## Discographie
Albums
- 1990: Brother Aldo (Fire / Rough Trade)
- 1992: Balinese Dancer (China / Homestead)
- 1995: Feast of Hearts (China)
- 1997: Homemade Blood (Cooking Vinyl)
- 1999: The Hurting Business (Cooking Vinyl)
- 2000: Homemade Boot (Live At Roskilde June 29, 1997) (Corduroy)
- 2000: Turn the Pigeons Loose (Live In San Francisco 2000) (Cooking Vinyl) released 2004
- 2002: No Other Love (New West / Blue Rose)
- 2004: Age of Miracles (New West / Blue Rose)
- 2007: Soap and Water (Cooking Vinyl / Yep Roc)
- 2007  Dreaming Waylon's Dreams (Evangeline)
- 2009: ¡Let Freedom Ring! (Cooking Vinyl / Yep Roc)
- 2012: Temple Beautiful (Yep Roc)
- 2014: Night Surfer (Yep Roc / Belle Sound)
- 2017: Bobby Fuller Died for Your Sins (Yep Roc)
- 2020: The Land That Time Forgot (Yep Roc)
- 2024: Wake the Dead (Chuck Prophet with ¿Qiensave?) (Yep Roc Records)